# Kaitaia
Kaitaia est une ville de la région du Northland, située dans le nord de l'Île du Nord de la Nouvelle-Zélande.

## Situation
Elle est localisée à la base de la Péninsule d'Aupouri, à 160 km au nord-ouest de la ville de Whangarei.
C’est le dernier village notable situé sur le trajet de la route State Highway 1/S H 1.
La baie d’Ahipara, qui est située à 5 km à l’ouest, forme l'extrémité sud de la plage des quatre-vingt-dix Mile,

## Population
La population est de 4 887 habitants selon le recensement de 2013, ce qui en fait la deuxième plus grande ville du District du Far North après la ville de Kerikeri.

## Toponymie
Le nom de Kaitaia signifie « beaucoup de nourriture », kai étant en langue māorie un mot pour aliment.
Le Muriwhenua (en) est un groupe de six iwi du peuple māori du nord, occupant la partie la plus au nord de l’Île du nord, entourant le secteur de Kaitaia.

## Climat
Le secteur de Kaitaia a un Climat subtropical humide selon le système du Trewartha climate classification (en) ou un Climat océanique selon le système de la Classification de Köppen.

## Histoire et culture

### Colonisation européenne
La station de la mission de Kaitaia fut établie entre les années 1833 et 1834 après une série de visites de la part des représentants de la Church Missionary Society (CMS) comprenant en particulier Samuel Marsden, et à  différents moments : Joseph Matthews et William Gilbert Puckey (en) .
Puckey et Matthews avaient épousé deux sœurs, respectivement Matilda et Mary Ann Davis (les filles de Richard Davis, un missionnaire volontaire de Waimate).
Ils formèrent un groupe étroitement lié, vivant initialement ensemble dans une hutte en bois, puis une maison qu’ils construisirent à cet endroit.
Comme Puckey et les sœurs parlaient couramment le maori (Puckey étant arrivé en Nouvelle-Zélande en 1819 avec son père, William Puckey, et la famille Davis en 1823), ils aidèrent Joseph à acquérir la langue.
Les deux familles grandirent et s'unirent, formant la base de la première colonie des Pakeha.
A un moment, la Church Missionary Society décida que Puckey’ou Matthews devait se déplacer vers une autre localisation vers le sud pour faciliter la diffusion du verbe mais le chef Nōpera Panakareao (en) écrivit une lettre de cœur au comité de la CMS, plaidant pour ne pas laisser partir un des deux "chandeliers". Et en février 1841, environ 500 Maoris étaient présents au service religieux de la CMS.
En 1852, les arguments habituels développés entre un chef et sa tribu furent modifiés par l’impact des missionnaires, ce qui signifia que l’ancien mode de règlement d’un litige était dépassé.
Richard Matthews, le frère du Rev. Joseph Matthews, qui avait été missionnaire sur le second voyage du HMS Beagle avec Charles Darwin ,, arriva à son tour dans la Baie des Îles en décembre 1835 et pendant un temps, rejoignit son frère à Kaitaia. Richard Matthews servit la CMS comme catéchiste volontaire à Kaitaia.
En 1838, il se maria avec Johanna Blomfield, la sœur de Martha Blomfield Clarke, dont le mari George était missionnaire de la CMS à la mission de Te Waimate mission (en).
En 1840, Richard et Johanna Matthews aidèrent à monter la station de la mission à Whanganui .

### Marae
La ville de Kaitaia compte 4 maraes de l’iwi des Ngāti Kahu (en).
- Le marae de Karikari est affilié avec les Te Whānau Moana (en).
- Le marae de Mangataiore est affilié avec les Ngāti Taranga (en).
- Le marae de Ōturu et la maison de rencontre de Kia Mataara sont affiliés avec les Ngāi Tohianga (en).
- Le marae de Te Paatu et la maison de rencontre de Piri ki Te Paatu sont affiliés avec les Te Paatu ki Pamāpūria (en) [8] , [9].

### Le chemin de fer
Il y avait des plans pour étendre l'embranchement d'Okaihau (en) du chemin de fer en direction de la ville de Kaitaia et la construction débuta en 1920, mais alors que la ligne était pratiquement terminée en direction de Rangiahua, une revue de dossier en 1936 détermina que la ligne ne pourrait pas être viable et la construction fut abandonnée.
La ligne se termina donc au niveau de la ville d'Okaihau jusqu’à ce qu’elle soit fermée le 1er novembre 1987.
Désormais la NZR D class D221 (en), une locomotive à vapeur de type Locomotive-tender, est en présentation statique au Parc du Centenaire depuis 1967.

## Transport
L’InterCity assure quotidiennement la circulation d’un service de bus vers et à partir d’Auckland via Kerikeri .
Un Community Business & Environment Centre (CBEC) assure un service appelé Busabout vers les villes d'Ahipara, Mangonui et Pukenui dans le secteur de Houhora.
L'aéroport de Kaitaia (en) avait précédemment un vol régulier d’Air New Zealand à partir d’Auckland et il est le seul aéroport de tout le District du Far North.
Mais Air New Zealand a cessé d’assurer ce service à partir d’avril 2015.
Toutefois, la société Great Barrier Airlines (en) devrait prochainement prendre le relais pour le service quotidien vers Auckland .

## Économie
Les principales industries sont la forêt et le tourisme.

### Tourisme
Kaitaia est un des principaux centres touristiques dans le secteur du Far North de la Nouvelle-Zélande.
C'est la destination touristique la plus populaire avec Ahipara et elle est située sur le trajet de la route nationale 1, qui conduit à Cap Reinga.
Le slogan de la ville est "Where journeys begin" (là où les voyages commencent).
Une compétition annuelle de Snapper Surf Casting se tient en mars, à Oneroa-a-Tōhē la plage des quatre-vingt-dix Mile.

### Forêt
La forêt d’Aupouri, au nord de la ville de Kaitaia, fournit des tronc de pins, qui sont traités à la scierie de Juken Nissho Mill dans Kaitaia.

### Agriculture
L'horticulture, et en particulier la culture de l’avocat, est une industrie florissante avec des vergers dispersés à travers toute la région environnante, car Kaitaia est située dans l’aire de drainage du fleuve Awanui.
La viticulture est aussi florissante : la vigne prospère facilement et un des plus grands vignobles est situé à Karikari.
Le secteur comporte aussi des fermes laitières et d'élevage intensif (dry stock farming), de façon prédominante pour les moutons et les bœufs.
Le miel de Manuka (en) est une autre industrie en pleine croissance.

## Autres lectures
- Ramsay, Olwyn. In the Shadow of Maungataniwha.  (ISBN 0-473-07554-7)